# Енн Райс
Енн Райс (англ. Anne Rice, ім'я при народженні — Говард Аллен О'Браєн (англ. Howard Allen O'Brien); 4 жовтня 1941, Новий Орлеан, Луїзіана, США — 11 грудня 2021) — американська письменниця, сценаристка та продюсерка. Популярність приніс її дебютний роман «Інтерв'ю з вампіром», за яким невдовзі було знято однойменний фільм. Завдяки роботам, що вирізняються містичною образністю і готичною темною атмосферою, Енн Райс вважають королевою готичного роману.

## Біографія
Народилася у Новому Орлеані у сім'їі ірландських іммігрантів. Батько Говард О'Браєн був поштовим службовцем, романістом та скульптором. Написав книгу «The Impulsive Imp», опубліковану посмертно. Мати — Кетрін «Кей» Аллен О'Браєн.
Новонароджену назвали чоловічим ім'ям Говард: мати вважала, що гучне чоловіче ім'я допоможе доньці досягти успіхів у майбутньому. Однак коли черниця-настоятелька Католицької школи для дівчаток запитала ім'я 6-річної дівчинки, та відповіла: «Енн (Anne)». З того часу всі звали її Енн.
Старша сестра Еліс Борхардт також відома письменниця.
1961 року Енн О'Браєн одружилася з поетом Стеном Райсом. У 1966 народила доньку Мішель (померла 1972 року від лейкемії). 1978 року народила сина Крістофера (теж став письменником).

### Релігійні погляди
У 18 років Енн О'Браєн покинула римсько-католицьку церкву, на початку 2000-х повернулася, влітку 2010 року остаточно оголосила про вихід з неї.

Як я вже говорила нижче, я перестаю бути християнкою. Я виходжу. В ім'я Христа, я відмовляюся бути анти-гомосексуальною. Я відмовляюся бути анти-феміністкою. Я відмовляюся бути проти контрацепції. Я відмовляюся бути анти-демократкою. Я відмовляюся бути проти світського гуманізму. Я відмовляюся бути проти науки. Я відмовляюся бути супротивницею життя. В ім'я… Христа, я залишила християнство, щоб бути християнкою. Амінь..

.

### Здоров'я
2003 року перенесла операцію шлункового шунтування та схудла зі 115 кг до 55 кг.

## Інтерпретації

### Кінематограф та телебачення
- Райська насолода (1994)
- Інтерв'ю з вампіром: хроніка життя вампіра (1994)
- Загублений склеп (1997)
- Свято всіх святих (2001)
- Королева проклятих (2002)

### Театр
- Балет «Інтерв'ю з вампіром» (1997)
- мюзикл «Лестат» (2005)

### Комікси
- Мумія, або Рамзес Проклятий (1990)
- Вампір Лестат (1990)
- Королева проклятих (1991)
- Інтерв'ю з вампіром (1992)
- Година відьомства (1992)
- Історія викрадача тіл (1999)

## Премії та нагороди
| Рік  | Нагорода                 | Категорія                                                       | Результат |
| ---- | ------------------------ | --------------------------------------------------------------- | --------- |
| 1986 | Всесвітня премія фентезі | Найкращий роман за роман «Вампір Лестат»                        | Номінація |
| 1998 | Премія Брема Стокера     | Найкращий роман за роман «Цариця проклятих»                     | Номінація |
| 1995 | Премія Г'юго             | Найкраща постановка за сценарій до фільму «Інтерв'ю з вампіром» | Номінація |
| 2001 | Премія Брема Стокера     | За заслуги перед жанром                                         | Перемога  |